# 布瓦斯龙
布瓦斯龙（法語：Boisseron，法語發音：[bwasʁɔ̃]）是法国埃罗省的一个市镇，位于该省东部，和加尔省接壤，属于蒙彼利埃区。

## 地理
布瓦斯龙（43°45'35"N, 4°4'52"E）面积7.46 平方千米，位于法国奧克西塔尼大區埃罗省，该省份为法国南部沿海省份，南濒地中海，西南接奥德省，西北接塔恩省和阿韦龙省，东北与加尔省接壤。
与布瓦斯龙接壤的市镇（或旧市镇、城区）包括：瑞纳斯、索米耶尔、雷斯坦克利耶尔、圣塞列斯、索西讷、昂特尔维涅。

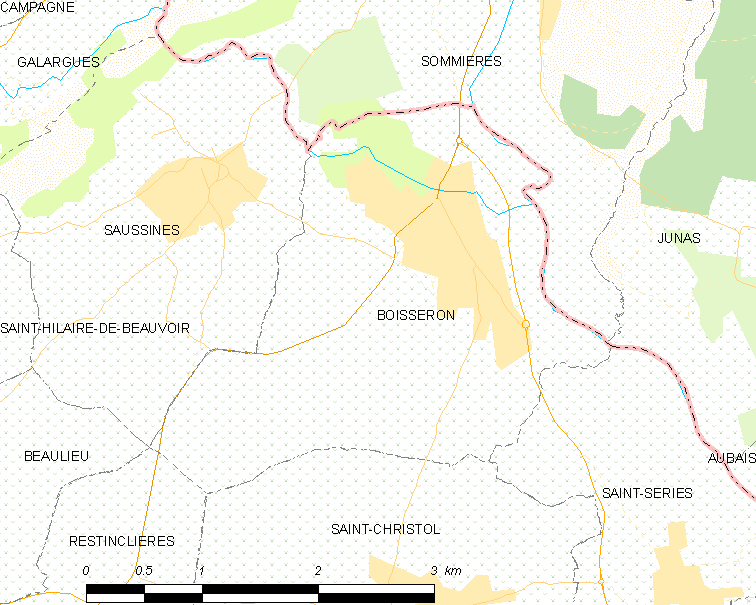
布瓦斯龙的OSM定位图

布瓦斯龙的时区为UTC+01:00、UTC+02:00（夏令时）。

## 行政
布瓦斯龙的邮政编码为34160，INSEE市镇编码为34033。

## 政治
布瓦斯龙所属的省级选区为吕内勒县。

## 人口

1962-2008年间布瓦斯龙人口变化图示

布瓦斯龙于2022年1月1日时的人口数量为2178人。